# زنبق دریاچه‌ای کوتوله
زنبق دریاچه‌ای کوتوله (نام علمی: Iris lacustris) نام یک گونه از سرده زنبق است.